# اشچیانکی، شهرستان پواوی
اشچیانکی، شهرستان پواوی (به لاتین: Trzcianki, Puławy County) یک منطقهٔ مسکونی در لهستان است که در Gmina Janowiec واقع شده‌است.